# Prise de vues cinématographique
La prise de vues cinématographique est l'action de filmer un sujet, par opposition à la prise de vue photographique (« vue » au singulier) qui consiste à ne prendre qu'une seule image à la fois (cas de la photographie).
Dans l'équipe technique de tournage, elle est exercée sous la responsabilité du chef opérateur de prise de vues ou directeur de la photographie, collaborateur de premier rang du réalisateur.
Sa maîtrise nécessite des connaissances approfondies dans des champs technologiques et artistiques variés :
- Domaines de la lumière, de l'éclairage et de sa mesure : colorimétrie, photométrie, rayonnements et phénomènes lumineux naturels et artificiels…
- Domaine de l'optique photographique.
- Domaines des émulsions cinématographiques (pellicule), de la sensitométrie et des techniques de laboratoire cinématographique, développement, tirage et étalonnage.
- Domaine de la mécanique des appareils de prise de vues cinématographiques : caméras, machineries, accessoires…
- Domaine du montage cinématographique : raccords, dynamique…
- Domaine des effets spéciaux, à la prise de vues, au laboratoire, analogiques et numériques.
- Domaines artistiques : comédie, décor, maquillage, costumes…
- Domaine économique de la production cinématographique.
- Domaines culturels : arts plastiques, littérature, histoire, sociologie…

Le directeur de la photographie travaille avec une équipe de techniciens et d'ouvriers, qu'il dirige et la prise de vues cinématographique est donc l'œuvre d'une équipe entière et non d'une seule personne.